# Final da Copa das Confederações FIFA de 2017
A final da Copa das Confederações FIFA de 2017 foi uma partida de futebol que determinou o campeão da competição. O jogo aconteceu no Estádio Krestovsky, em São Petersburgo (Rússia), em 2 de julho de 2017. Foi disputado pelos vencedores das semifinais.

## Caminho até a final
| Pos. | Seleção   | Pts | J | V | E | D | GP | GC | SG |
| ---- | --------- | --- | - | - | - | - | -- | -- | -- |
| 1    | Alemanha  | 7   | 3 | 2 | 1 | 0 | 7  | 4  | +3 |
| 2    | Chile     | 5   | 3 | 1 | 2 | 0 | 4  | 2  | +2 |
| 3    | Austrália | 2   | 3 | 0 | 2 | 1 | 4  | 5  | –1 |
| 4    | Camarões  | 1   | 3 | 0 | 1 | 2 | 2  | 6  | –4 |

| Pos. | Seleção   | Pts | J | V | E | D | GP | GC | SG |
| ---- | --------- | --- | - | - | - | - | -- | -- | -- |
| 1    | Alemanha  | 7   | 3 | 2 | 1 | 0 | 7  | 4  | +3 |
| 2    | Chile     | 5   | 3 | 1 | 2 | 0 | 4  | 2  | +2 |
| 3    | Austrália | 2   | 3 | 0 | 2 | 1 | 4  | 5  | –1 |
| 4    | Camarões  | 1   | 3 | 0 | 1 | 2 | 2  | 6  | –4 |

## Partida
| 2 de julho | Chile | 0 – 1     | Alemanha   | Estádio Krestovsky, São Petersburgo        |
| 21:00      |       | Relatório | Stindl 20' | Público: 57 268 Árbitro: SRB Milorad Mažić |

| Chile | Alemanha |

| G                  | 1  | Claudio Bravo     | 90' |     |
| LD                 | 4  | Mauricio Isla     |     |     |
| Z                  | 17 | Gary Medel        |     |     |
| Z                  | 18 | Gonzalo Jara      | 65' |     |
| LE                 | 15 | Jean Beausejour   |     |     |
| V                  | 21 | Marcelo Díaz      |     | 53' |
| M                  | 20 | Charles Aránguiz  |     | 81' |
| M                  | 10 | Pablo Hernández   |     |     |
| M                  | 8  | Arturo Vidal      | 59' |     |
| A                  | 11 | Eduardo Vargas    | 75' | 81' |
| A                  | 7  | Alexis Sánchez    |     |     |
| Substituições:     |    |                   |     |     |
| A                  | 19 | Leonardo Valencia |     | 53' |
| A                  | 9  | Ángelo Sagal      |     | 81' |
| A                  | 22 | Edson Puch        |     | 81' |
| Treinador:         |    |                   |     |     |
| Juan Antonio Pizzi |    |                   |     |     |

| G              | 22 | Marc-André ter Stegen |       |       |
| Z              | 4  | Matthias Ginter       |       |       |
| Z              | 16 | Antonio Rüdiger       |       |       |
| Z              | 2  | Shkodran Mustafi      |       |       |
| M              | 18 | Joshua Kimmich        | 59'   |       |
| M              | 8  | Leon Goretzka         |       | 90+2' |
| M              | 21 | Sebastian Rudy        | 90+2' |       |
| M              | 3  | Jonas Hector          |       |       |
| A              | 13 | Lars Stindl           |       |       |
| A              | 7  | Julian Draxler        |       |       |
| A              | 11 | Timo Werner           |       | 79'   |
| Substituições: |    |                       |       |       |
| M              | 14 | Emre Can              | 90'   | 79'   |
| Z              | 17 | Niklas Süle           |       | 90+2' |
| Treinador:     |    |                       |       |       |
| Joachim Löw    |    |                       |       |       |

| Melhor em campo: Marc-André ter Stegen Bandeirinhas: SRB Milovan Ristic SRB Dalibor Djurdjevic Quarto árbitro: SVN Damir Skomina Árbitros de vídeo: FRA Clément Turpin POR Artur Soares Dias SVN Jure Praprotnik |

## Estatísticas
| Alemanha | Critérios                              | Chile  |
| -------- | -------------------------------------- | ------ |
| 1        | Gols                                   | 0      |
| 39%      | Posse de bola                          | 61%    |
| 25 min   | Tempo de bola em jogo                  | 28 min |
| 23       | Desarmes certos                        | 20     |
| 12       | Desarmes errados                       | 5      |
| 1        | Escanteios                             | 8      |
| 26       | Faltas cometidas                       | 16     |
| 8        | Finalizações certas                    | 7      |
| 6        | Finalizações erradas                   | 8      |
| 2        | Cobranças de falta certas              | 1      |
| 0/0      | Cobranças de pênalti (gols/tentativas) | 0/1    |
| 2        | Impedimentos                           | 0      |
| 3        | Cartões amarelos                       | 4      |
| 0        | Cartões vermelhos                      | 0      |
| 331      | Passes certos                          | 448    |
| 27       | Passes errados                         | 31     |
| 26       | Lançamentos certos                     | 18     |
| 20       | Lançamentos errados                    | 15     |
| 9        | Viradas de jogo certas                 | 10     |
| 0        | Viradas de jogo erradas                | 1      |
| 29       | Passes errados                         | 35     |
| 12       | Dribles certos                         | 14     |
| 8        | Dribles errados                        | 4      |